# Genazzano
Genazzano é uma comuna italiana da região do Lácio, província de Roma, com cerca de 5.314 habitantes. Estende-se por uma área de 32 km², tendo uma densidade populacional de 166 hab/km². Faz fronteira com Capranica Prenestina, Cave, Colleferro, Olevano Romano, Paliano (FR), Rocca di Cave, San Vito Romano, Valmontone.

## Demografia
| Variação demográfica do município entre 1861 e 2011                               |
|                                                                                   |
| Fonte: Istituto Nazionale di Statistica (ISTAT) - Elaboração gráfica da Wikipedia |